# Anthony Fasano
Anthony Joseph Fasano (Glen Ridge, 20 aprile 1984) è un giocatore di football americano statunitense che gioca nel ruolo di tight end per i Miami Dolphins della National Football League (NFL). Fu scelto nel corso del secondo giro (53º assoluto) del Draft NFL 2006 dai Dallas Cowboys. Al college ha giocato a football all'Università di Notre Dame.

## Carriera professionistica

### Dallas Cowboys
Malgrado la presenza del tight end All-Pro Jason Witten, i Dallas Cowboys scelsero Fasano nel corso del secondo giro del Draft 2004. Il 27 luglio firmò un contratto coi Cowboys.
Nel corso della sua stagione da rookie coi Cowboys, Fasano disputò tutte le 16 partite, iniziandone 5 come titolare. Egli fu il terzo rookie tra itight end nella storia della squadra a partire come titolare nella prima gara stagionale, contro i Jacksonville Jaguars il 10 settembre. La sua stagione si concluse con 14 ricezioni per 126 yard, bloccando inoltre per il running back Julius Jones che superò le 1.000 yard corse.
Un infortunio alla spalla afflisse Fasano nella pr-stagione 2007, ma giocò nuovamente tutte le gare della stagione, delle quali come titolare. Egli segnò il suo primo touchdown su un passaggio da 26 yard di Tony Romo contro i Green Bay Packers il 29 novembre. Fasano concluse la stagione con 14 ricezioni per 143 yard e un touchdown.

### Miami Dolphins
Il 25 aprile 2008, i Miami Dolphins acquisirono Fasano, insieme al linebacker Akin Ayodele, dai Cowboys in cambio di una scelta del quarto giro del Draft NFL 2008. Il vicepresidente esecutivo Dolphins Bill Parcells, il general manager Jeff Ireland e il capo-allenatore Tony Sparano erano tutti parte dell'organizzazione dei Cowboys nel 2006 quando Anthony fu scelto.
Durante il training camp in agosto, Fasano passò dal numero 81 all'80 dopo che il tight end Aaron Halterman, che in precedenza indossava l'80, fu tagliato. Nella sua prima stagione in Florida, Fasano stabilì il proprio primato in carriera segnando 7 touchdown.
Il 16 novembre 2010, Anthony firmò un'estensione contrattuale biennale coi Dolphins del valore di 7,75 milioni di dollari. A fine anno, Fasano totalizzò il suo record stagionale ricevendo 528 yard.
Nella stagione 2011, il giocatore giocò 15 partite, tutte come titolare, ricevendo 451 yard e segnando 5 touchdown.
Nell'ottavo turno della stagione 2012, Miami batté i Jets con Fasano che segnò un touchdown su passaggio di Matt Moore. Il quarto touchdown stagionale lo segnò settimana 14 contro i San Francisco 49ers e il quinto la domenica successiva contro i Jacksonville Jaguars.

### Kansas City Chiefs
Il 12 marzo 2013, Fasano firmò come free agent per i Kansas City Chiefs. Il primo touchdown con la nuova maglia lo segnò nella settimana 11 contro i Denver Broncos. Andò a segno anche nelle due settimane successive, contro i Chargers e nella rivincita contro i Broncos.
Fasano aprì la stagione 2014 andando subito a segno contro i Tennessee Titans.

### Tennessee Titans
Il 13 marzo 2015, Fasano firmò un contratto con i Tennessee Titans. Nella settimana 9 ricevette dal quarterback rookie Marcus Mariota il passaggio da touchdown della vittoria nei supplementari contro i Saints che interruppe una striscia di sei sconfitte consecutive.

### Ritorno ai Dolphins
Il 13 marzo 2017, Fasano firmò un contratto di un anno per fare ritorno ai Miami Dolphins.

## Statistiche
| Partite totali         | 132   |
| Partite da titolare    | 109   |
| Ricezioni              | 253   |
| Yard su ricezione      | 2.799 |
| Touchdown su ricezione | 31    |

Statistiche aggiornate alla stagione 2014